# Annoisin-Chatelans
Annoisin-Chatelans est une commune française située dans le département de l'Isère, en région Auvergne-Rhône-Alpes.

## Géographie

### Situation et description
Le village d'Annoisin-Chatelans se situe sur les contreforts et le plateau de l'Isle-Crémieu, à quelque 40 km à l'est de Lyon juste au-dessus de la commune de Crémieu sur la route de Lagnieu.
Elle faisait partie de la communauté de communes de l'Isle-Crémieu qui regroupe toutes les communes autour de Crémieu, de la plaine côté Lyon avec Chamagnieu ou Villemoirieu jusqu'à la zone de collines d'Optevoz. La Communauté de communes Les Balcons du Dauphiné l'a remplacé en 2017.
La commune se caractérise par un habitat dispersé qui provient de la fusion de deux bourgs d'importance comparable, Annoisin plutôt tournée vers Crémieu et Chatelans à quelque deux kilomètres, plutôt tournée quant à elle vers le val-d'Amby (Hières-sur-Amby et Optevoz). À ce caractère historique, il faut ajouter en montant de Crémieu, les deux hameaux de Michalieu et du Mollard.

### Géologie
Le plateau où se situe en grande partie le territoire communal est constitué de calcaires jurassiques et des moraines qui constituent en grande partie la surface du secteur géologique de l’île Crémieu avec, en outre, la présence d'une couverture rocheuse et de cavités propres à un relief karstique.

#### Sites géologiques remarquables
« Les carrières et les belvédères du plateau de Larina », sont un site géologique remarquable de 7,31 hectares sur les communes d'Annoisin-Chatelans et Hières-sur-Amby. En 2014, ce site d'intérêt géomorphologique est classé « trois étoiles » à l'« Inventaire du patrimoine géologique ».

### Communes limitrophes
| Vernas  | Hières-sur-Amby    | Saint-Baudille-de-la-Tour        |
| Leyrieu | Annoisin-Chatelans | Optevoz                          |
| Crémieu |                    | Siccieu-Saint-Julien-et-Carisieu |

### Climat
Pour des articles plus généraux, voir Climat d'Auvergne-Rhône-Alpes et Climat de l'Isère.
En 2010, le climat de la commune est de type climat des marges montargnardes, selon une étude du Centre national de la recherche scientifique s'appuyant sur une série de données couvrant la période 1971-2000. En 2020, Météo-France publie une typologie des climats de la France métropolitaine dans laquelle la commune est exposée à un climat de montagne ou de marges de montagne et est dans une zone de transition entre les régions climatiques « Bourgogne, vallée de la Saône » et « Jura ».
Pour la période 1971-2000, la température annuelle moyenne est de 10,5 °C, avec une amplitude thermique annuelle de 17,5 °C. Le cumul annuel moyen de précipitations est de 1 175 mm, avec 10,5 jours de précipitations en janvier et 7,3 jours en juillet. Pour la période 1991-2020, la température moyenne annuelle observée sur la station météorologique de Météo-France la plus proche, « Montagnieu », sur la commune de Montagnieu à 14 km à vol d'oiseau, est de 12,4 °C et le cumul annuel moyen de précipitations est de 1 099,9 mm,. Pour l'avenir, les paramètres climatiques de la commune estimés pour 2050 selon différents scénarios d'émission de gaz à effet de serre sont consultables sur un site dédié publié par Météo-France en novembre 2022.

### Voies de communication
Le territoire communal est situé à l'écart des grands axes routiers.

## Urbanisme

### Typologie
Au 1er janvier 2024, Annoisin-Chatelans est catégorisée commune rurale à habitat dispersé, selon la nouvelle grille communale de densité à sept niveaux définie par l'Insee en 2022.
Elle est située hors unité urbaine. Par ailleurs la commune fait partie de l'aire d'attraction de Lyon, dont elle est une commune de la couronne,. Cette aire, qui regroupe 397 communes, est catégorisée dans les aires de 700 000 habitants ou plus (hors Paris),.

### Occupation des sols
L'occupation des sols de la commune, telle qu'elle ressort de la base de données européenne d’occupation biophysique des sols Corine Land Cover (CLC), est marquée par l'importance des territoires agricoles (65 % en 2018), une proportion sensiblement équivalente à celle de 1990 (64,6 %). La répartition détaillée en 2018 est la suivante : 
zones agricoles hétérogènes (51,7 %), forêts (30,9 %), prairies (13,3 %), zones urbanisées (2,7 %), milieux à végétation arbustive et/ou herbacée (1,3 %). L'évolution de l’occupation des sols de la commune et de ses infrastructures peut être observée sur les différentes représentations cartographiques du territoire : la carte de Cassini (XVIIIe siècle), la carte d'état-major (1820-1866) et les cartes ou photos aériennes de l'IGN pour la période actuelle (1950 à aujourd'hui).

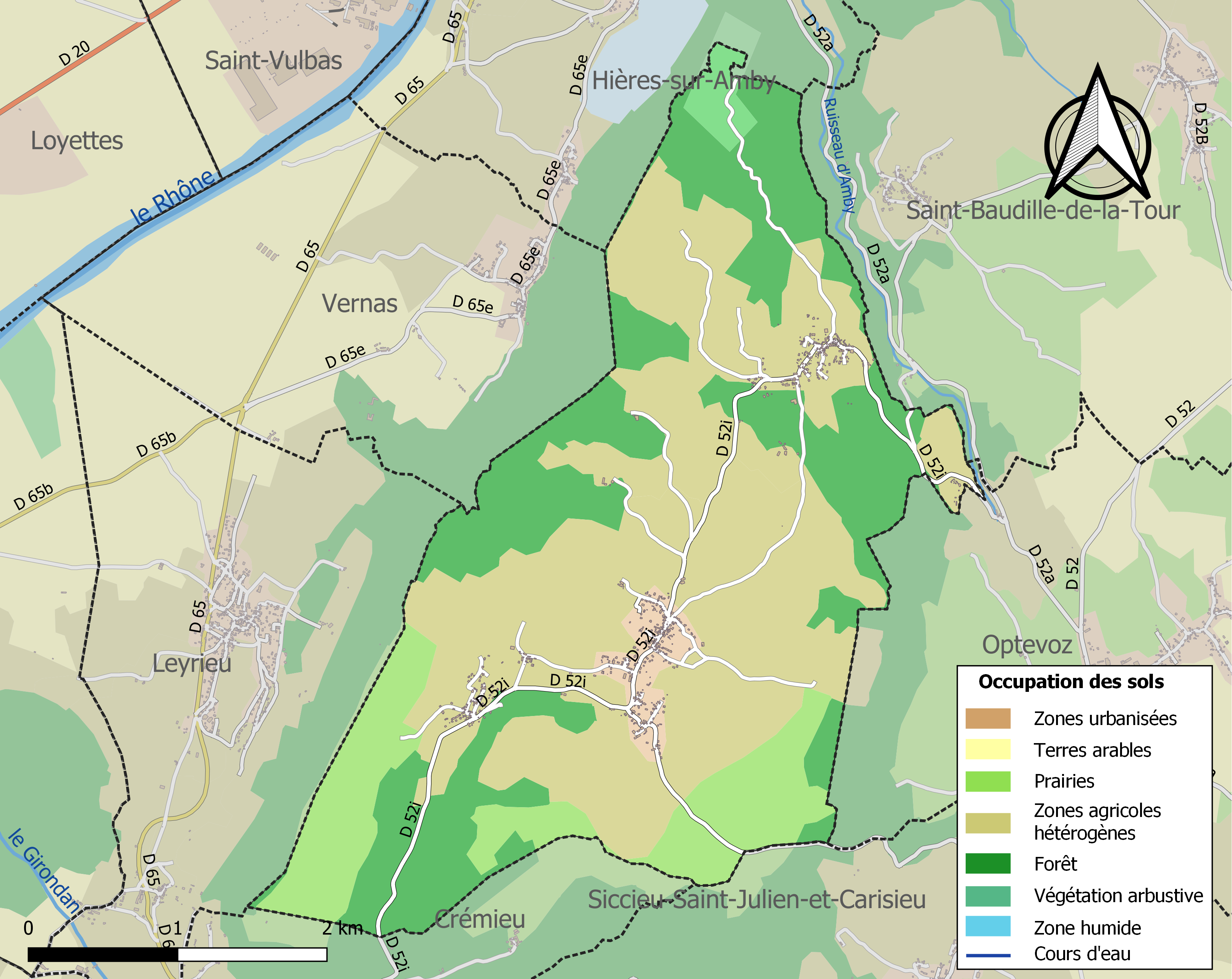
Carte des infrastructures et de l'occupation des sols de la commune en 2018 (CLC).

### Risques naturels

#### Risques sismiques
L'ensemble du territoire de la commune d'Annoisin-Chatelans est situé en zone de sismicité n°3, dite « modérée » (sur une échelle de 1 à 5), comme la plupart des communes de son secteur géographique.
| Type de zone | Niveau            | Définitions (bâtiment à risque normal) |
| ------------ | ----------------- | -------------------------------------- |
| Zone 3       | Sismicité modérée | accélération = 1,1 m/s2                |

#### Dans la zone de risque nucléaire, de la centrale du Bugey
Des pastilles d'iode sont fournies régulièrement pour protection de la thyroïde.
Les préfets de l'Ain, de l'Isère et du Rhône ont adopté le 18 juin dernier un nouveau plan particulier d'intervention, définissant entre autres des périmètres plus ou moins exposés en cas d'accident nucléaire. Quelles sont les communes concernées ?
Le Bugey, ses collines vallonnées, ses cascades et sa centrale, fumant à l'horizon. Située à 40 kilomètres à l'est de Lyon, un accident dans cette dernière aurait des conséquences dramatiques : 5 millions de Français irradiés et 20 000 km2 de zones agricoles contaminées, d'après une étude de l’institut biosphère de Genève.[réf. nécessaire]
En prévision d'un tel scénario, les préfets de l'Ain, de l'Isère et du Rhône ont approuvé le 18 juin dernier un nouveau plan particulier d'intervention (PPI). D'après le dossier de la préfecture de l'Ain, le PPI « définit les objectifs (alerter la population, assurer le bouclage de la zone et la circulation, protéger la population, lutter contre les effets ...) et les actions à mener », sous la responsabilité du préfet. Il se déclenchera « s'il existe un danger radiologique et/ou chimique réel pour les populations ».
Ce dernier définit trois périmètres plus ou moins dangereux, de deux, cinq à vingt kilomètres autour de la centrale, concernant des communes de l'Ain, de l'Isère et du Rhône. Les habitations et zones agricoles se trouvant dans le premier périmètre de deux kilomètres, dit « de danger immédiat » étant les plus exposées : Hières-sur-Amby, Saint-Vulbas, Vernas. Ensuite viennent les communes de La Balme-les-Grottes, Loyettes, Blyes, Saint-Romaine-de-Jalionas, Leyrieu, Annoisin-Chatelans ou Saint-Baudille-de-la-Tour.

Selon le type et la gravité d'un éventuel accident nucléaire, plusieurs réponses peuvent être envisagées. Dans un premier temps, il s'agit de mettre à l'abri les populations du périmètre de deux kilomètres. Ensuite, l'évacuation de celles du périmètre de cinq kilomètres. Puis l'extension ou la levée de ces mesures sur le périmètre restant de vingt kilomètres, voire au-delà si besoin.

## Histoire

### Préhistoire et Antiquité
Le plateau de Larina a été occupé dès le début du premier millenaire, on en retrouve encore les traces sur le site de Larina au nord de la commune (oppidum puis camp mérovingien).

### Moyen Âge
Le premier texte connu sur Annoisin concerne la paroisse et son église 1172 – 1275 époque des rois capétiens[réf. nécessaire].

### Époque contemporaine
Autrefois rattaché à Optevoz, Chatelans a été rattaché à la commune d'Annoisin au début du XXe siècle.

## Politique et administration

### Liste des maires
| Période                                  | Période   | Identité         | Étiquette | Qualité                         |
| ---------------------------------------- | --------- | ---------------- | --------- | ------------------------------- |
| mars 1969                                | mars 1993 | Clément Gauthier | SE        |                                 |
| mars 1993                                | mars 2001 | Emile Martin     | SE        |                                 |
| mars 2001                                | mars 2014 | Yves Gentil      | SE        |                                 |
| mars 2014                                | En cours  | Nora Chebbi      | SE        | Auto-entrepreneur en esthétique |
| Les données manquantes sont à compléter. |           |                  |           |                                 |

### Jumelages
- En 2015, la commune n'est jumelée avec aucune autre.

## Population et société

### Démographie
L'évolution du nombre d'habitants est connue à travers les recensements de la population effectués dans la commune depuis 1793. Pour les communes de moins de 10 000 habitants, une enquête de recensement portant sur toute la population est réalisée tous les cinq ans, les populations de référence des années intermédiaires étant quant à elles estimées par interpolation ou extrapolation. Pour la commune, le premier recensement exhaustif entrant dans le cadre du nouveau dispositif a été réalisé en 2004.

En 2022, la commune comptait 724 habitants, en évolution de +8,71 % par rapport à 2016 (Isère : +3,07 %, France hors Mayotte : +2,11 %).
| 1793 | 1800 | 1806 | 1821 | 1831 | 1836 | 1841 | 1846 | 1851 |
| ---- | ---- | ---- | ---- | ---- | ---- | ---- | ---- | ---- |
| 253  | 272  | 276  | 306  | 324  | 326  | 571  | 620  | 673  |

| 1856 | 1861 | 1866 | 1872 | 1876 | 1881 | 1886 | 1891 | 1896 |
| ---- | ---- | ---- | ---- | ---- | ---- | ---- | ---- | ---- |
| 657  | 677  | 655  | 567  | 557  | 551  | 565  | 540  | 508  |

| 1901 | 1906 | 1911 | 1921 | 1926 | 1931 | 1936 | 1946 | 1954 |
| ---- | ---- | ---- | ---- | ---- | ---- | ---- | ---- | ---- |
| 502  | 461  | 433  | 405  | 390  | 351  | 326  | 297  | 260  |

| 1962 | 1968 | 1975 | 1982 | 1990 | 1999 | 2004 | 2006 | 2009 |
| ---- | ---- | ---- | ---- | ---- | ---- | ---- | ---- | ---- |
| 231  | 247  | 285  | 301  | 412  | 541  | 614  | 615  | 623  |

| 2014 | 2019 | 2022 | - | - | - | - | - | - |
| ---- | ---- | ---- | - | - | - | - | - | - |
| 667  | 696  | 724  | - | - | - | - | - | - |

### Enseignement
La commune est rattachée à l'académie de Grenoble.

### Médias
Historiquement, le quotidien à grand tirage Le Dauphiné libéré consacre, chaque jour, y compris le dimanche, dans son édition du Nord-Isère, un ou plusieurs articles à l'actualité du canton, de la communauté de communes, ainsi que des informations sur les éventuelles manifestations locales, les travaux routiers, et autres événements divers à caractère local.

### Cultes
La communauté catholique et l'église d'Annoisin-Chatelans (propriété de la commune) dépendent de la paroisse catholique Saint-Martin de l'Isle Crémieu qui elle-même fait partie du diocèse de Grenoble-Vienne.

## Économie
L'économie locale se base essentiellement sur l'agriculture et le tourisme :
- chambres d'hôtes ;
- production de fromages de chèvre ;
- production de béton prêt à l'emploi ;
- installation d'eau et de gaz.

## Culture locale et patrimoine

### Lieux et monuments

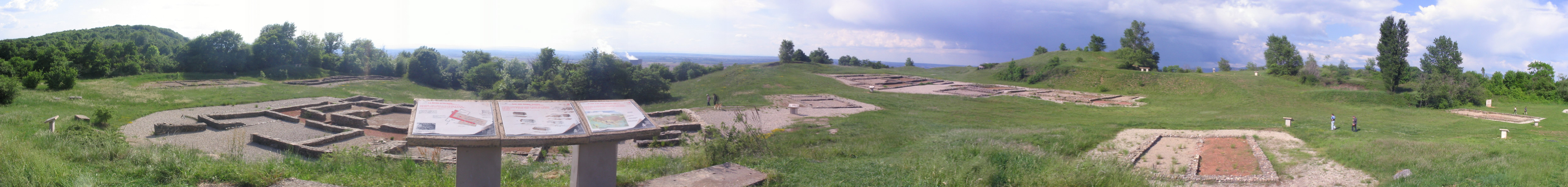
Le site de Larina se poursuit sur le territoire de la commune de Hières-sur-Amby.

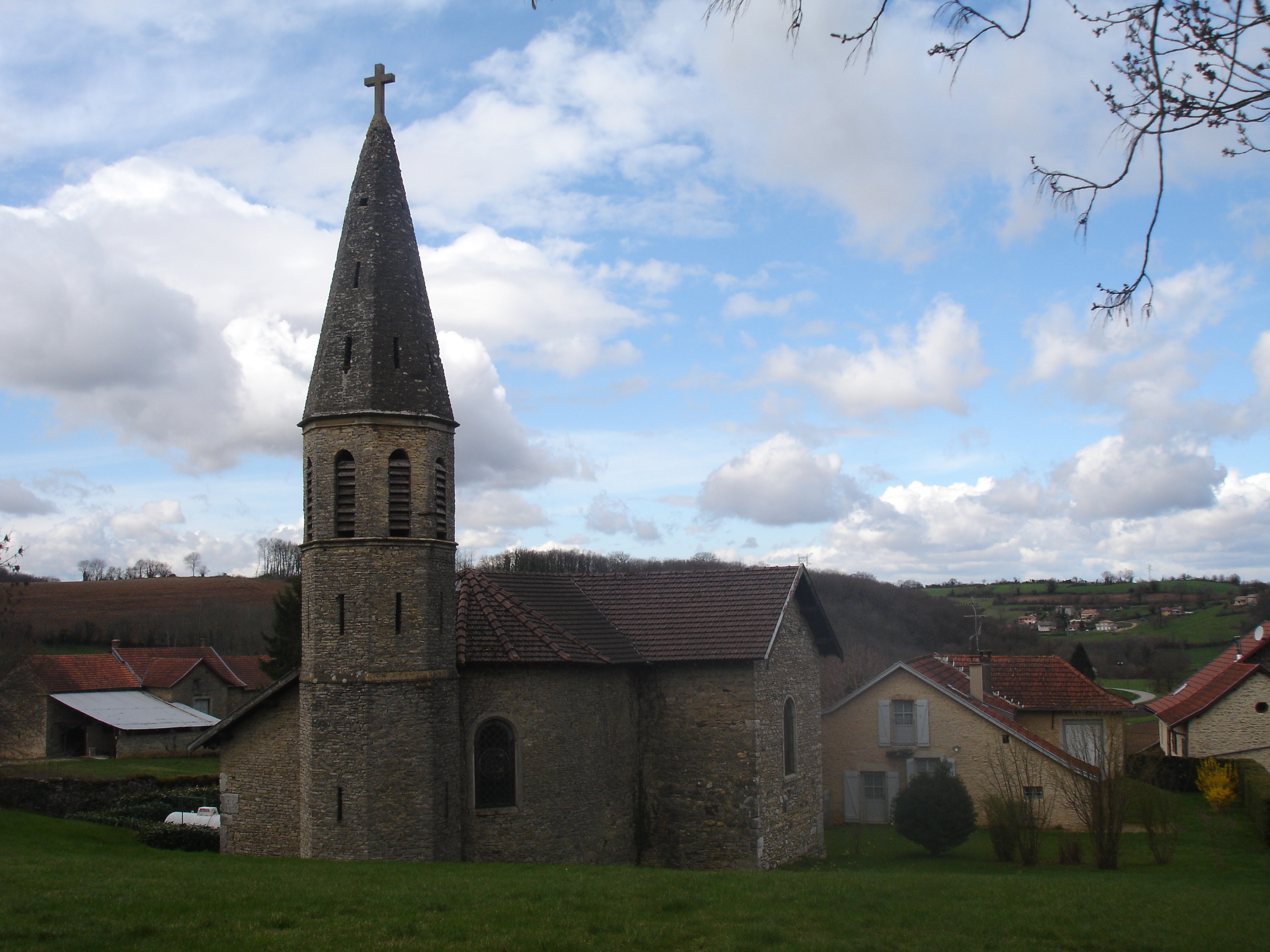
L'église d'Annoisin.

Annoisin-Chatelans compte un monument répertorié à l'inventaire des monuments historiques, le site typique d'éperon barré de le Devend, la Larinaz et Charbonnier inscrit par arrêté du 20 octobre 1983. Une nécropole et fragments pré-romains ont été retrouvés dans l'oppidum de Larina.
Ce petit village du Nord-Isère a conservé beaucoup de ses maisons de pierre dorée, extraite de ses carrières qui sont toujours exploitées, son surprenant clocher octogonal, ses fours banaux et autres lavoirs cachés au fond de prairies verdoyantes. La curiosité de la commune, ce sont justement ses nombreux fours à pain et lavoirs que ce soit à Annoisin et son four en haut du bourg, à Chatelans avec ses deux fours, son lavoir et sa fontaine dans le bas du bourg ou dans le hameau de Michalieu avec un bel ensemble four à pains, lavoir et sa croix.
Neuf lieux et monuments sont répertoriés à l'inventaire général du patrimoine culturel : 
- l'église paroissiale Notre-Dame, au Mollard, du Moyen Âge, modifiée en 1884-1885 ;
- la maison dite « domaine de la Tour », du XVIe siècle, modifiée en 1789 ;
- le cimetière ;
- le monument aux morts de la guerre de 1914-1918 ;
- une maison au Mollard, du XVIe siècle, modifiée au XIXe siècle ;
- l'école primaire de filles et de garçons du XIXe siècle ;
- une ferme du XVIIIe siècle ;
- l'école primaire de filles et de garçons actuellement mairie.

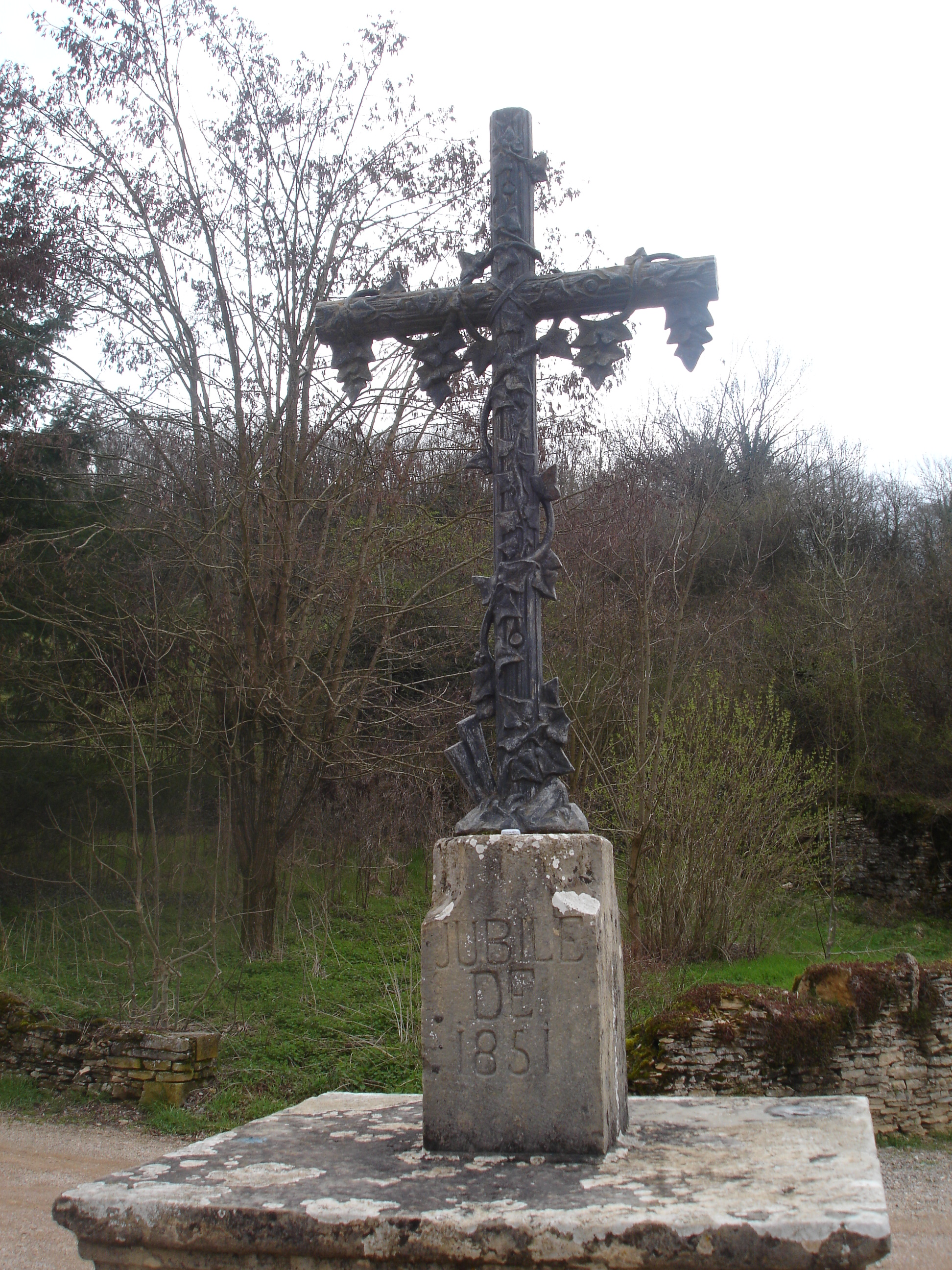
La croix du jubilé de 1851.
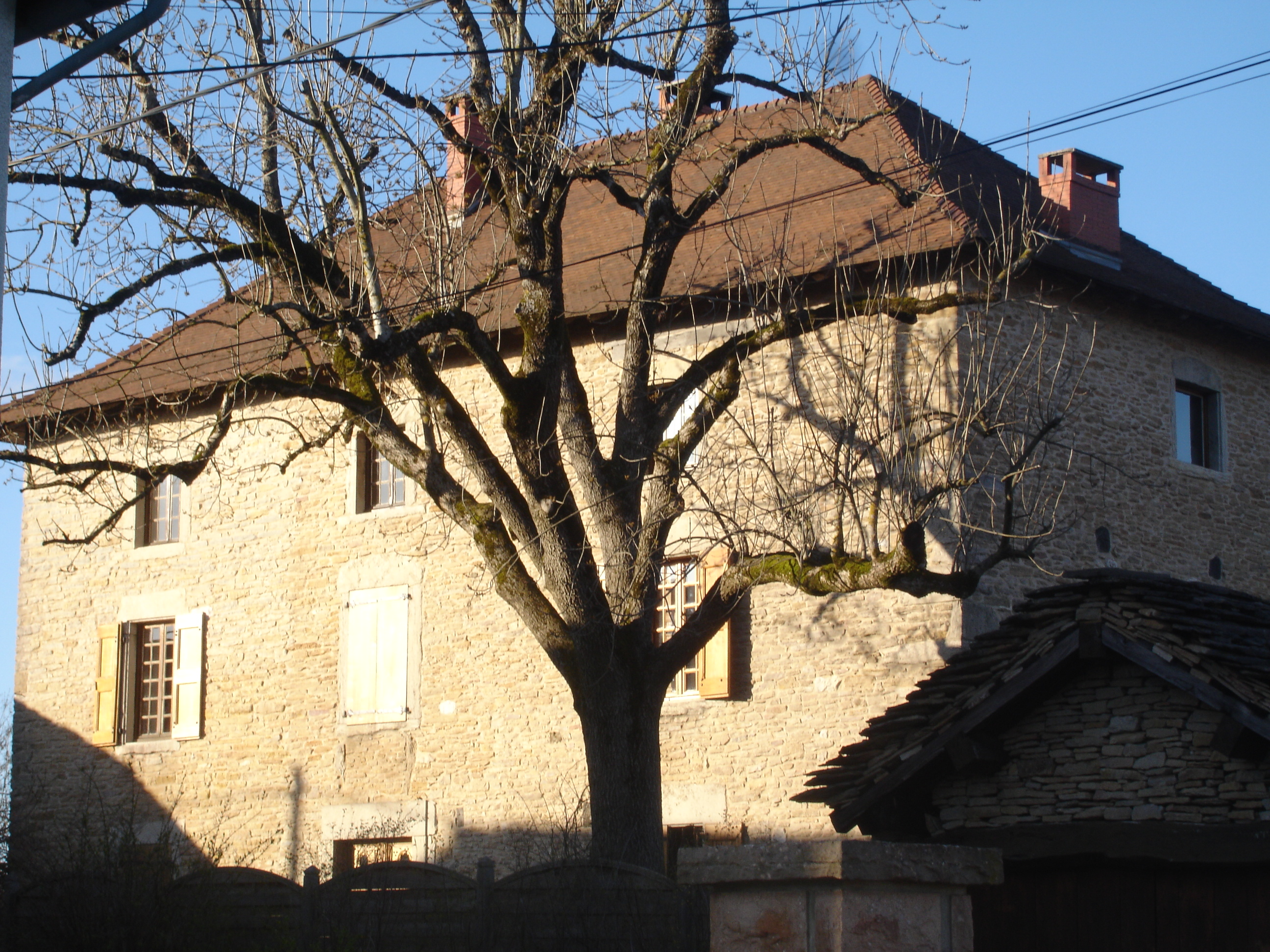
L'ancienne demeure seigneuriale.
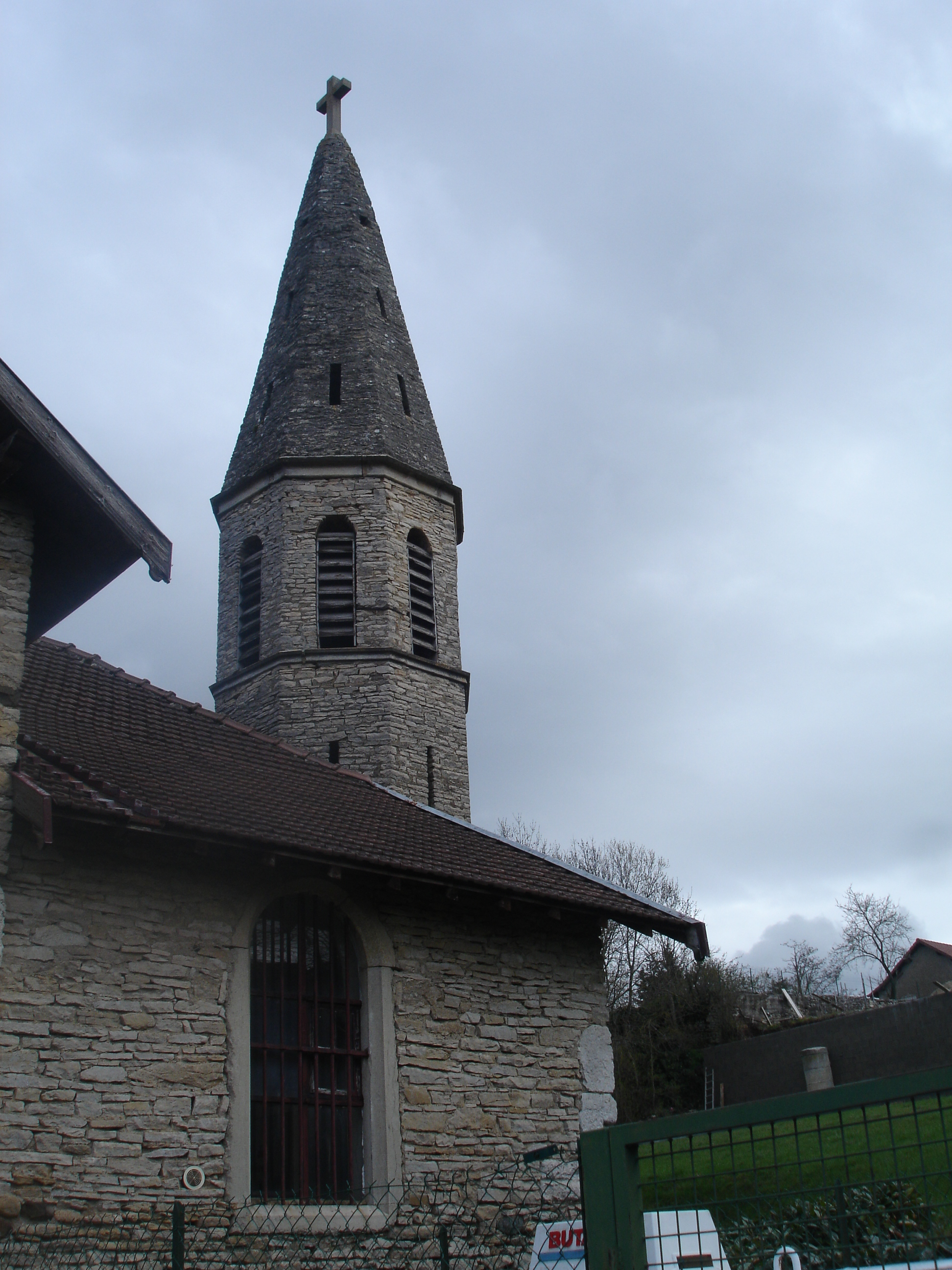
Le clocher de l'église.
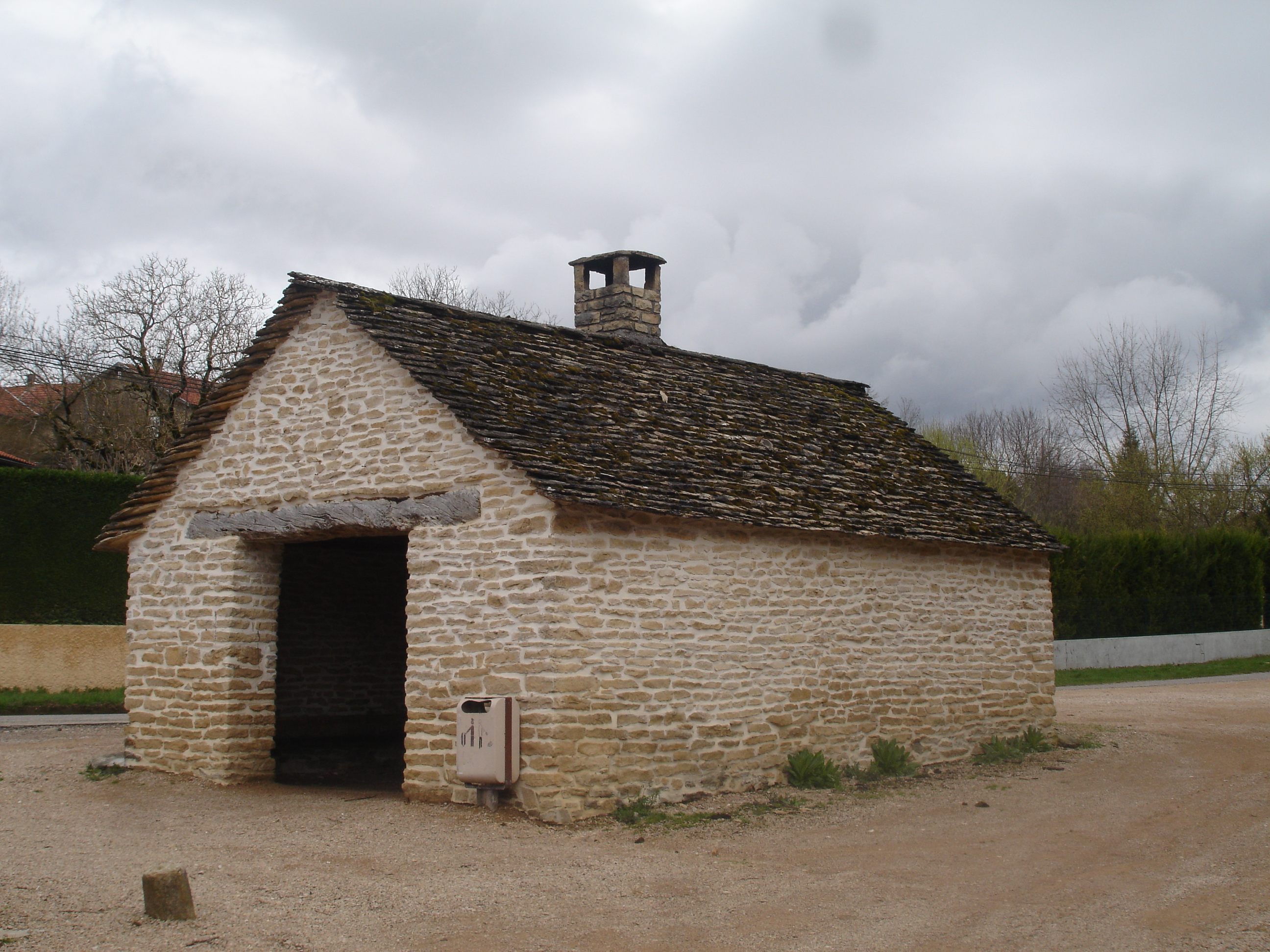
Le four à pain de Michalieu.
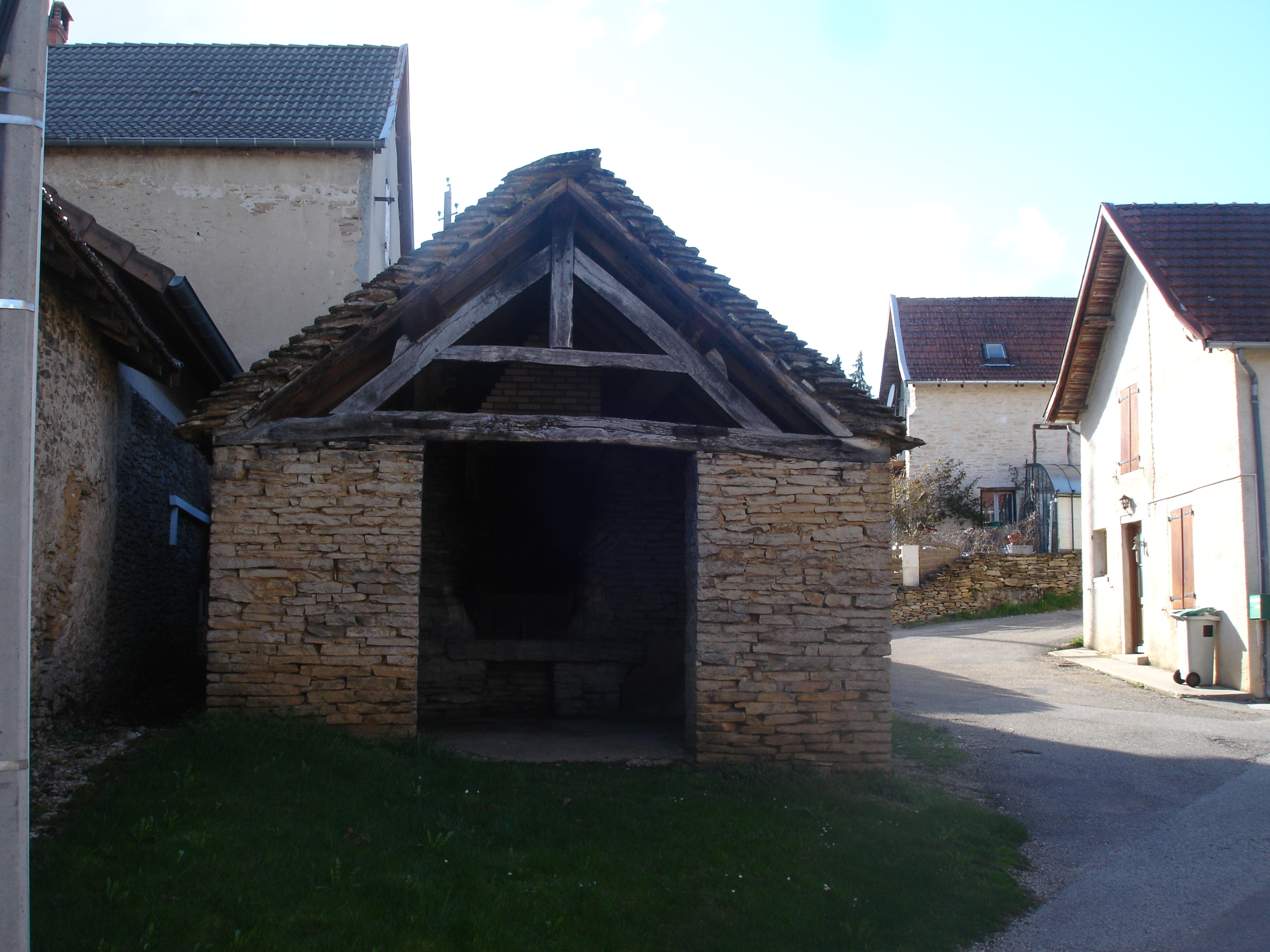
Le four à pain de Chatelans.
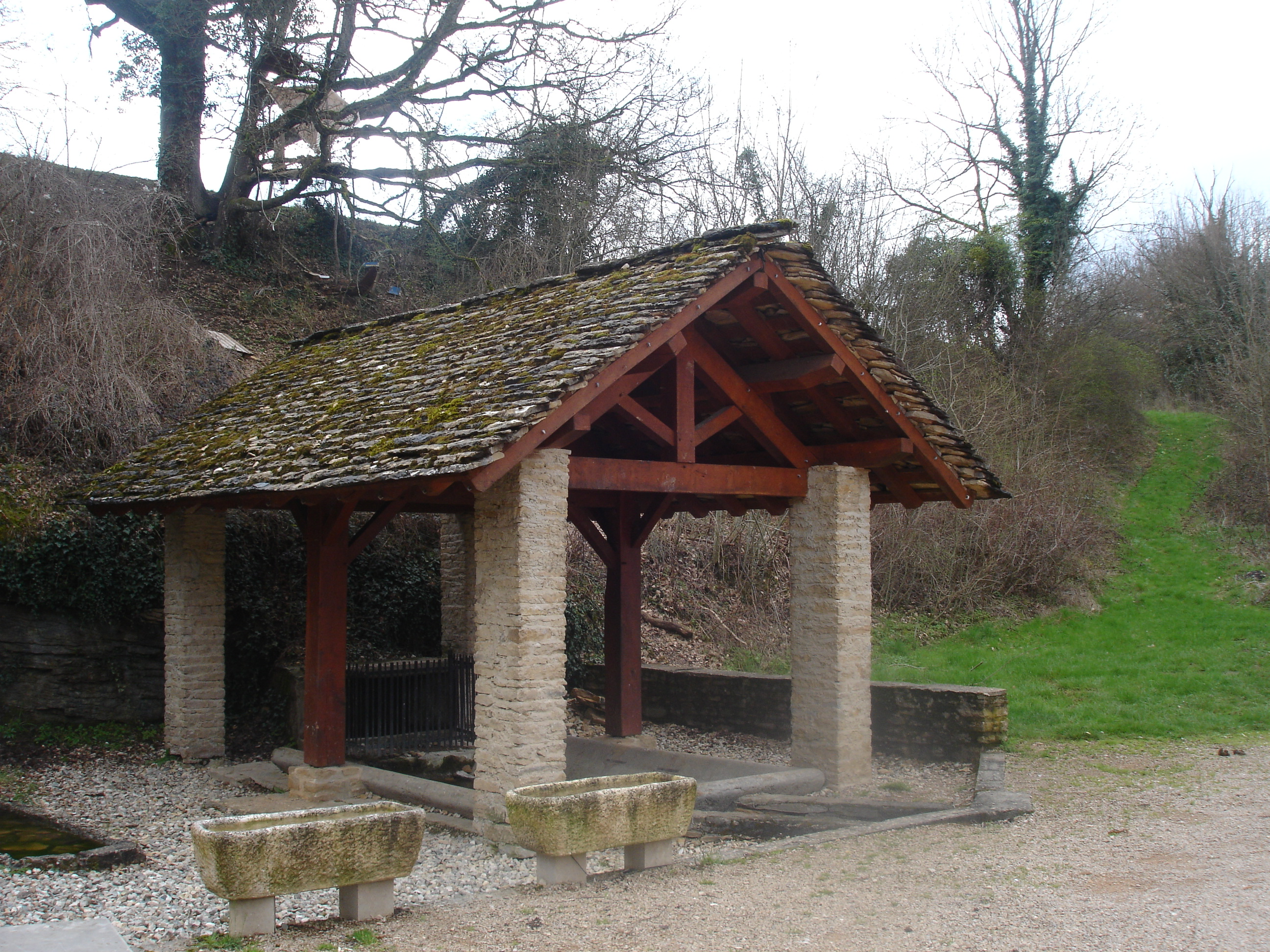
Le lavoir de Michalieu.
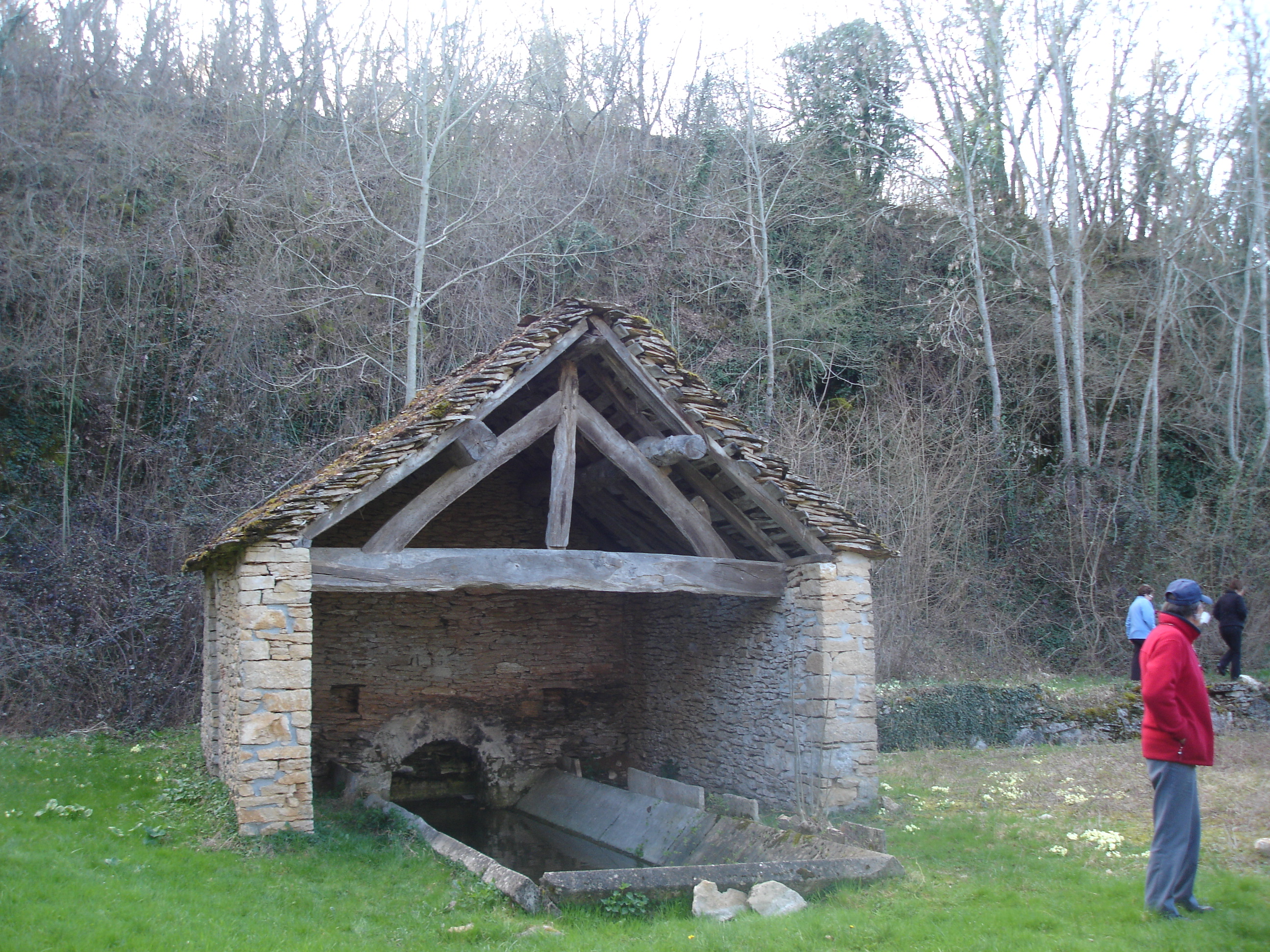
La fontaine-lavoir de Chatelans.

### Patrimoine naturel
On peut emprunter les multiples sentiers balisés qui serpentent à travers les buis et les genévriers bleus que l'on trouve à profusion sur ce plateau calcaire. Ils conduisent au bord de magnifiques falaises dominant la plaine du Rhône ou sur des collines d'où l'on peut apercevoir au sommet la chaîne des Alpes et le Mont-Blanc. L'ensemble de ces itinéraires est accessible en famille.

### Patrimoine culturel

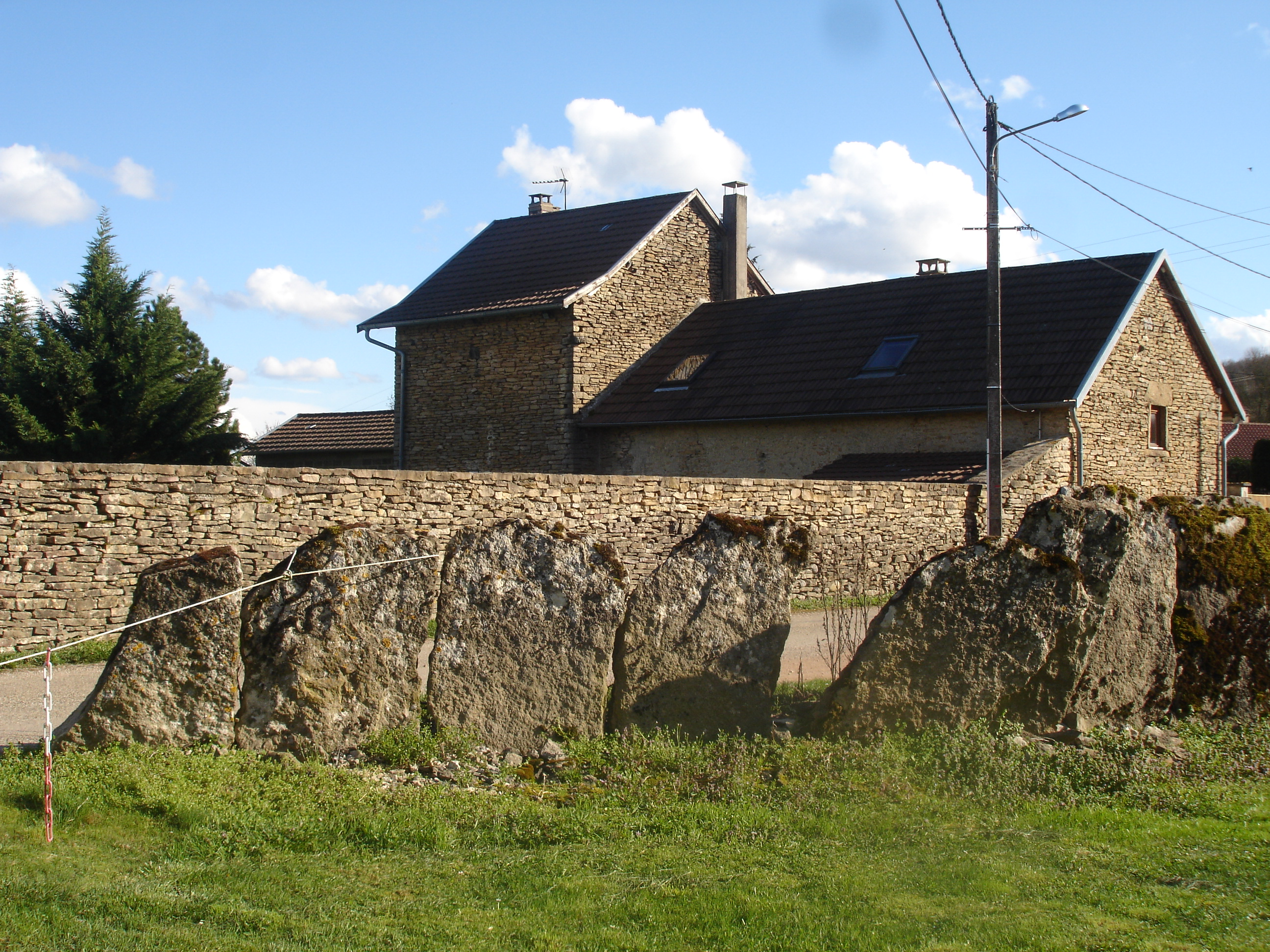
Maison traditionnelle en pierre et chemin lauzé à Chatelans. Les lauzes sont installées en bordure de chemin, pour matérialiser la limite d'une parcelle ou d'un sentier.

- Musée de la lauze, consacré à la pierre locale[26]

### Héraldique
|  | Annoisin-Chatelans possède des armoiries dont l'origine et le blasonnement exact ne sont pas disponibles. |

## Pour approfondir